# Pîsarivka, Berejanî
Pîsarivka (în ucraineană Писарівка) este un sat în comuna Rekșîn din raionul Berejanî, regiunea Ternopil, Ucraina.

## Demografie
Componența lingvistică a localității Pîsarivka
     Ucraineană (100%)
Conform recensământului din 2001, toată populația localității Pîsarivka era vorbitoare de ucraineană (100%).